# Casa Porta (Berga)
La Casa Porta és una obra noucentista de Berga inclosa a l'Inventari del Patrimoni Arquitectònic de Catalunya.

## Descripció
Habitatage unifamiliar aïllat, tipus xalet, estructurat en planta baixa i pis i cobert a dues aigües amb teula romana. La zona està tancada amb una barana de pedra del país.

## Història
El lloc havia estat qualificat en origen per Porta com una ciutat jardí; actualment, però, s'ha convertit en un dels carrers principals de la localitat, que també ha crescut, i hi ha cases de majors dimensions, de fins a vuit pisos d'alçada.